# Clusia spiritu-sanctensis
Clusia spiritu-sanctensis är en tvåhjärtbladig växtart som beskrevs av G. Mariz och B. Weinberg. Clusia spiritu-sanctensis ingår i släktet Clusia och familjen Clusiaceae. Inga underarter finns listade i Catalogue of Life.